# فرودگاه صحرایی اورگرین
فرودگاه صحرایی اورگرین (به انگلیسی: Evergreen Field) یک فرودگاه همگانی است که یک باند فرود آسفالت دارد و طول باند آن ۶۵۷ متر است. این فرودگاه در شهر ونکوور، واشینگتن کشور ایالات متحده آمریکا قرار دارد و در ارتفاع ۹۵ متری از سطح دریا واقع شده است.